# ألفرد ديلون
ألفرد ديلون (بالإنجليزية: Alfred Dillon)‏ هو فلاح وسياسي نيوزلندي وبريطاني، ولد في 1847 في ويلز في المملكة المتحدة، وتوفي في 1915 في نيوزيلندا. حزبياً، نشط في الحزب الليبيرالي النيوزيلندي. وقد انتخب عضو مجلس النواب النيوزيلندي.